# Vatikanski apostolski arhiv
Vatikanski tajni arhivi (lat. Archivum Secretum Apostolicum Vaticanum; tal. Archivio Segreto Vaticano) je crkveni arhiv koji je osnovao papa Pavao V. (1605. – 1621.) ujedinjavanjem arhiva koji su čuvani u pojedinim vatikanskim uredima te odvajanjem od Vatikanske knjižnice. U arhivima se nalaze državni papiri, pisma, papinske knjige i različiti dokumenti koje je Katolička Crkva prikupila tijekom stoljeća. Procijenjeno je kako Vatikanski tajni arhivi sadrže 85 kilometara polica te 35 000 svezaka.

## Naziv
Uporaba riječi „tajni” u imenu „Vatikanski tajni arhivi” ne predstavljaju današnje značenje o povjerljivosti. Njegovo značenje je bliže riječi „privatni”, što znači da su arhivi osobna imovina pape, koji ne pripadaju nikojem djelu Rimske kurije ili Svete Stolice.

## Povijest
Vatikanske tajne arhive ustanovio je papa Pavao V. ujedinivši više arhiva koji su se čuvali u pojedinim vatikanskim uredima. Brojni dokumenti koji su ostali u Avignonu te su posljednji ostatci preneseni u Vatikan 1783. Šest godina kasnije, 1789., Arhiv je preseljen iz Anđeoske tvrđave. Nakon toga svi vatikanski uredi (osim Kongregacije za nauk vjere, Apostolske pokorničarne i Kongregacije za širenje vjere), odlažu svoje zapise u Vatikanski arhiv. 
1810. u Napoleonovo doba, arhivi su zaplijenjeni i odneseni u Pariz. Povratak u Vatikan odvijao se između 1814. i 1817. godine, ali su mnogi dokumenti tada uništeni ili izgubljeni.

## Pristup
Ulaz u Arhiv, u susjedstvu Vatikanske knjižnice, je kroz Vrata sv. Ane (Porta di S. Anna). Novi podzemni prostor za pohranu dodan je 1980. godine. Kvalificirani znanstvenici iz ustanova visokog obrazovanja koji provode znanstvena istraživanja, s odgovarajućim znanjem arhivskog istraživanja, mogu podnijeti zahtjev za ulaznu karticu. Znanstvenici moraju imati uvodno pismo bilo priznatog instituta istraživanja ili kvalificirane osoba na području povijesnih istraživanja. Kandidati trebaju navesti svoje osobne podatke (ime, adresu itd.), kao i svrhu svog istraživanja.
Postoje stroga ograničenja što je dopušteno vidjeti i pristupiti. Na primjer, dokumenti datirani nakon 1939. nisu dostupni uvidu javnosti. Papa Franjo razmišljao je o punom otvaranju arhiva pape Pija XII.

## Otvaranje arhiva
Uobičajeno, dokumenti su dostupni javnosti nakon razdoblja od 75 godina.
- 1817.: Vatikanski tajni arhivi vraćeni su u Vatikan iz Francuske.[5]
- 1883.: Papa Lav XIII. otvorio je arhive datirane 1815. ili ranije.
- 1924.: Dokumenti do pontifikata Grgura XVI. (1. lipnja 1846.).
- 1966.: Dokumenti iz pontifikata Pija IX. (1846. – 1878.). (Otvaranje je prvobitno bilo planirano tijekom pontifikata Pija XII.)
- 1978.: Dokumenti iz pontifikata Lava XIII. (1878. – 1903.).
- 1985.: Dokumenti iz pontifikata Pija X. (1903. – 1914.) i Benedikt XV. (1914. – 1922.).
- 2002. (na snazi od 2003. godine): Dokumenti iz povijesnih arhiva Tajništva države (druga sekcija) koji se odnose na odnose Svete Stolice s Njemačkom za vrijeme pontifikata pape Pija XI. (1922. – 39.). Razlog za ove izuzetne akcije je bio kako bi se "stalo na kraj nepravednog i nemarnog nagađanja."[6]
- 2006. Svi dokumenti iz pontifikata pape Pija XI.[7]

## Kardinali arhivisti Vatikanskih tajnih arhiva
Popis kardinala arhivista Vatikanskih tajnih arhiva sa službene stranice:
- Scipione Borghese Caffarelli (1609. – 1618.)
- Scipione Cobelluzzi (1618. – 1626.)
- Francesco Barberini (1626. – 1633.)
- Antonio Barberini (1633. – 1646.)
- Orazio Giustiniani (1646. – 1649.)
- Luigi Capponi (1649. – 1659.)
- Flavio Chigi (1659. – 1681.)
- Lorenzo Brancati (1681. – 1693.)
- Girolamo Casanate (1693. – 1700.)
- Enrico Noris (1700. – 1704.)
- Benedetto Pamphili (1704. – 1730.)
- Angelo Maria Querini (1730. – 1755.)
- Domenico Passionei (1755. – 1761.)
- Alessandro Albani (1761. – 1779.)
- Francesco Saverio Zelada (1779. – 1801.)
- Luigi Valenti Gonzaga (1802. – 1808.)
- Prekid za vrijeme Napoleonove okupacije Rima (1809. – 1814.)
- Giulio Maria della Somaglia (1827. – 1830.)
- Giuseppe Andrea Albani (1830. – 1834.)
- Luigi Lambruschini (1834. – 1853.)
- Angelo Mai (1853. – 1854.)
- Antonio Tosti (1860. – 1866.)
- Jean-Baptiste Pitra (1869. – 1879.)
- Joseph Hergenröther (1879. – 1890.)
- Agostino Ciasca (19. svibnja 1891. – 4. srpnja 1893.)
- Luigi Galimberti (25. lipnja 1894. – 7. svibnja 1896.)
- Francesco Segna (4. srpnja 1896 – 13. siječnja 1908.)
- Francesco Salesio Della Volpe (26. listopada 1908. – 26. siječnja 1911.)
- Mariano Rampolla del Tindaro (1912. – 16. prosinca 1913.)
- Francesco di Paola Cassetta (14. veljače 1914. – 1917.)
- Francis Aidan Gasquet (28. studenog 1917. – 5. travnja 1929.)
- Franz Ehrle (17. travnja 1929. – 31. ožujka 1934.)
- Giovanni Mercati (15. lipnja 1936. – 23. kolovoza 1957.)
- Eugène-Gabriel-Gervais-Laurent Tisserant (14. rujna 1957 – 27. ožujka 1971.)
- Antonio Samore (25. siječnja 1974. – 3. veljače 1983)
- Alfons Stickler (8. rujna 1983. – 1. srpnja 1988)
- Antonio María Javierre Ortas (1. srpnja 1988. – 24. siječnja 1992)
- Luigi Poggi (9. travnja 1992. – 7. ožujka 1998.)
- Jorge María Mejía (7. ožujka 1998. – 24. studenog 2003.)
- Jean-Louis Tauran (24. studenog 2003. – 1. rujna 2007.)
- Raffaele Farina (1. rujna 2007. – 9. lipnja 2012.)
- Jean-Louis Bruguès (od 26. lipnja 2012)

### Prefekti Vatikanskih tajnih arhiva
- Giuseppe Garampi (9. rujna 1751. – 27. siječnja 1772.)
- Mario Zampini (1772. – 1782.)
- Gaetano Marini (1782. – 1815.)
- Callisto Marini (1782. – 1822.)
- Marino Marini (1815. – 1855.)
- Augustin Theiner (6. prosinca 1855. – lipanj 1870.)
- Giuseppe Cardoni (8. lipnja 1870. – ožujak 1873.)
- Carlo Cristofori (14. travnja 1873. – 13. siječnja 1877.)
- Francesco Rosi Bernardini (17. siječnja 1877. – lipanj 1879.)
- Joseph Hergenröther (9. lipnja 1879. – 3. listopada 1890.)
- Agostino Ciasca (13. lipnja 1891. – srpanj 1892.)
- Luigi Tripepi (19. rujna 1892. – svibanj 1894.)
- Peter Wenzel (28. srpnja 1894 – 24. svibnja 1909.)
- Mariano Ugolini (29. svibnja 1909. – lipanj 1925.)
- Angelo Mercati (22. svibnja 1925. – listopad 1955.)
- Martino Giusti (1955. – travanj 1984.)
- Josef Metzler (24. svibnja 1984. – 1996.)
- Sergio Pagano (7. siječnja 1997. – danas)[9]

## Vanjske poveznice
- Službena stranica Vatikanskih tajnih arhiva, uključujući povijest arhiva (engl.)
- Arhivi Svete Stolice  Arhivirana inačica izvorne stranice od 11. listopada 2006. (Wayback Machine), New Catholic Dictionary, izdanje iz 1910. (engl.)
- Unutar Vatikana, National Geographic, 8. travnja, 2004. (engl.)